# Police division
 (novembre 2023).
Si vous disposez d'ouvrages ou d'articles de référence ou si vous connaissez des sites web de qualité traitant du thème abordé ici, merci de compléter l'article en donnant les références utiles à sa vérifiabilité et en les liant à la section « Notes et références ».
« Division » était le terme usuel pour la plus grande subdivision territoriale de la plupart des forces de police britanniques. Lors des grandes réformes de l'organisation policière dans les années 1990, les divisions de nombreuses forces ont été restructurées et rebaptisées Basic Command Units ("unités de commande de base"), bien qu'en 2009, certaines forces continuaient de se référer elles-mêmes comme des divisions.
Le terme a été et est utilisé dans de nombreux autres pays de l'Empire britannique et du Commonwealth.

## Royaume-Uni
Le terme existe depuis la création des forces de police au début du XIXe siècle. La plupart des forces de police ont été divisées en divisions, généralement commandées par un superintendant. Celles-ci pouvaient couvrir une vaste zone rurale, une ville importante, ou une partie d'une grande ville, en fonction de la population (Londres, par exemple, a été divisé à un moment en 67 divisions de police métropolitaine et quatre divisions de la police de Londres). En 1949, la police métropolitaine a reclassé ses commandants de division en tant que chef surintendant et la plupart des autres forces lui emboîté le pas.
Les divisions étaient généralement divisés en sous-divisions, commandées par des inspecteurs (ou, dans la police métropolitaine, des inspecteurs de sous-division, un rang plus élevé). Certaines forces rurales n'ont pas mis en œuvre ce niveau d'organisation avant le XXe siècle. Les commandants de sous-divisions ont été reclassés plus tard, comme inspecteurs en chef, dans la plupart des forces.
Au Royaume-Uni, les divisions fonctionnaient comme des entités semi-indépendantes, avec un commandant divisionnaire ayant une grande liberté dans la façon dont de diriger son équipe. Une division avait ses propres officiers du département des enquêtes criminelles, qui s'occupait de toutes les enquêtes, sauf des enquêtes spécialisés et des crimes très graves comme les assassinats, pour lequel des officiers spécialisés expérimentés du siège étaient appelés (bien que le travail de terrain était encore largement effectué par le département des enquêtes criminelles local). Il y avait souvent une grande rivalité et même aversion entre les agents dépendant des divisions et les officiers basés au siège, les premiers voyant les seconds comme des policiers "d'élite" ne connaissant pas le travail réel de la police, et ceux-ci voyant les premiers comme sans imagination, sans aucune véritable ambition ni capacité. Il y avait aussi une grande rivalité entre les divisions voisines, qui ont parfois dégénéré en opérations délibérément conçues pour embarrasser ou discréditer l'autre.
Avec les réformes des années 1990, les sous-divisions, ainsi que les divisions, ont acquis une variété de nouveaux noms.

## Hong Kong
La police de Hong Kong divise son territoire en 23 divisions ou districts, chacun reportant à l'une des six régions.

## Inde
En Inde, l'équivalent d'une division est un district de police. La police y est basée sur les États, et chaque État est divisé en un certain nombre de districts. Chaque district est dirigé par un superintendant de police. Le district est divisé en sous-divisions, chacune commandée par un superintendant adjoint de police. Les sous-divisions sont encore divisées en "cercle de police" (Police Circles). Dans le cas d'un district incluant une grande ville, deux districts de police distincts ont été créés, le district de police de la ville, dirigée par un commissaire, et le district de police rural, dirigé par un surintendant.

## République d'Irlande
En Irlande, la Garda Síochána est organisé en 23 divisions, qui à leur tour repport à l'une des six régions. La plupart, mais pas l'intégralité de ces divisions, ont certaines de leurs limites territoriales qui coïncident avec les frontières des comtés. Chaque division est commandée par un surintendant en chef. Les divisions sont subdivisées en districts, commandée par un surintendant.

## Singapour
Les forces de police de Singapour divisent la ville-état en six divisions de superficie et de population variables. Ces délimitations ont tendance à ne servir plus qu'à l'observation des tendances criminelles au fil du temps.

## Canada
Quelques services incluant des divisions :
- Service de police régional de Peel
- Service de police d'Ottawa
- Service de police d'Edmonton
- Service de police régional de Halifax
- Service de police de Hamilton
- Service de police de Toronto
- Vancouver Police Department
- Service de police de Victoria
- Service de police régional de Waterloo
- Service de police de Winnipeg